# Laocoonte
Laocoonte (in greco antico: Λαοκόων?, Laokóōn, in latino Laocoon), personaggio della mitologia greca, era un abitante di Troia, figlio di Antenore (o di Capi, secondo altre versioni). Era un veggente e gran sacerdote di Poseidone o, secondo alcune fonti, di Apollo.

## Mitologia
Nell'Eneide si narra che, quando i Greci portarono davanti alle mura della città il celebre cavallo di Troia, egli corse verso di esso scagliandogli contro una lancia che ne fece risuonare il ventre pieno; proferì quindi la celebre frase Timeo Danaos et dona ferentes («Temo i Danai, anche quando portano doni»).
(Commento di Laocoonte di fronte ai Troiani; Publio Virgilio Marone, Eneide, libro II, versi 46-49. Traduzione di Rosa Calzecchi Onesti)
Pallade Atena, che parteggiava per i Greci, punì Laocoonte mandando Porcete e Caribea, due enormi serpenti marini, che uscendo dalle acque avvinghiarono i figlioletti del sacerdote, Antifate e Timbreo, finendo quindi per stritolarli. Laocoonte, che in quel momento stava immolando un toro, accorse in loro aiuto ma subì la stessa sorte. I due fanciulli morirono quasi subito mentre Laocoonte resistette più a lungo, lanciando per tutto il tempo grida terribili (che Virgilio paragona ai muggiti di un toro). Dopo l'eccidio, i serpenti si rifugiarono presso una statua di Atena, cosicché i troiani si convinsero che il sacerdote era stato ucciso per la sua empietà.
Secondo un'altra versione i due serpenti furono inviati da Poseidone, che punì Laocoonte per essersi sposato contro la volontà divina.

## Laocoonte nell'arte
- Gruppo del Laocoonte,  copia romana in marmo di una scultura ellenistica della scuola rodia
- Laocoonte, dipinto di El Greco
- Laocoonte, dipinto di Francesco Hayez